# Sergio Román Martín
Sergio Román Martín (Galapagar, provincia de Madrid, 13 de diciembre de 1996) es un ciclista español que fue profesional desde 2020 hasta 2023.

## Trayectoria
Destacó como amateur ganando la Clásica Ciudad de Torredonjimeno y la Vuelta a Segovia. Estos resultados le llevaron al profesionalismo de la mano del conjunto Profesional Continental Caja Rural-Seguros RGA.
En los primeros meses de 2023 sufrió un accidente mientras entrenaba con la bicicleta de contrarreloj. Como consecuencia del golpe, que le afectó a la médula, las piernas le dejaron de responder y necesitaba de una silla de ruedas para poder desplazarse.

## Palmarés
- Aún no ha conseguido ninguna victoria como profesional.

## Resultados en Grandes Vueltas
| Carrera | Carrera         | 2020 | 2021 | 2022 | 2023 |
| ------- | --------------- | ---- | ---- | ---- | ---- |
|         | Giro de Italia  | —    | —    | —    | —    |
|         | Tour de Francia | —    | —    | —    | —    |
|         | Vuelta a España | —    | Ab.  | —    | —    |

—: no participa
Ab.: abandono